# Chiesa della Madonna dell'Ulivo
La chiesa della Madonna dell'Ulivo si trova a Prato.

## Storia e descrizione
La chiesa, completata nel 2004 su progetto di Gino Mazzoni, ha una dinamica struttura in cemento armato, a pianta romboidale, con basamento rivestito in alberese, e si caratterizza per l'ampia vela della copertura che si impenna, lasciando posto a un'ampia vetrata, nella zona sopra la cappella feriale, dietro l'altar maggiore.
Il campanile, progettato da Claudio Consorti, ha un'acuminata pianta triangolare.

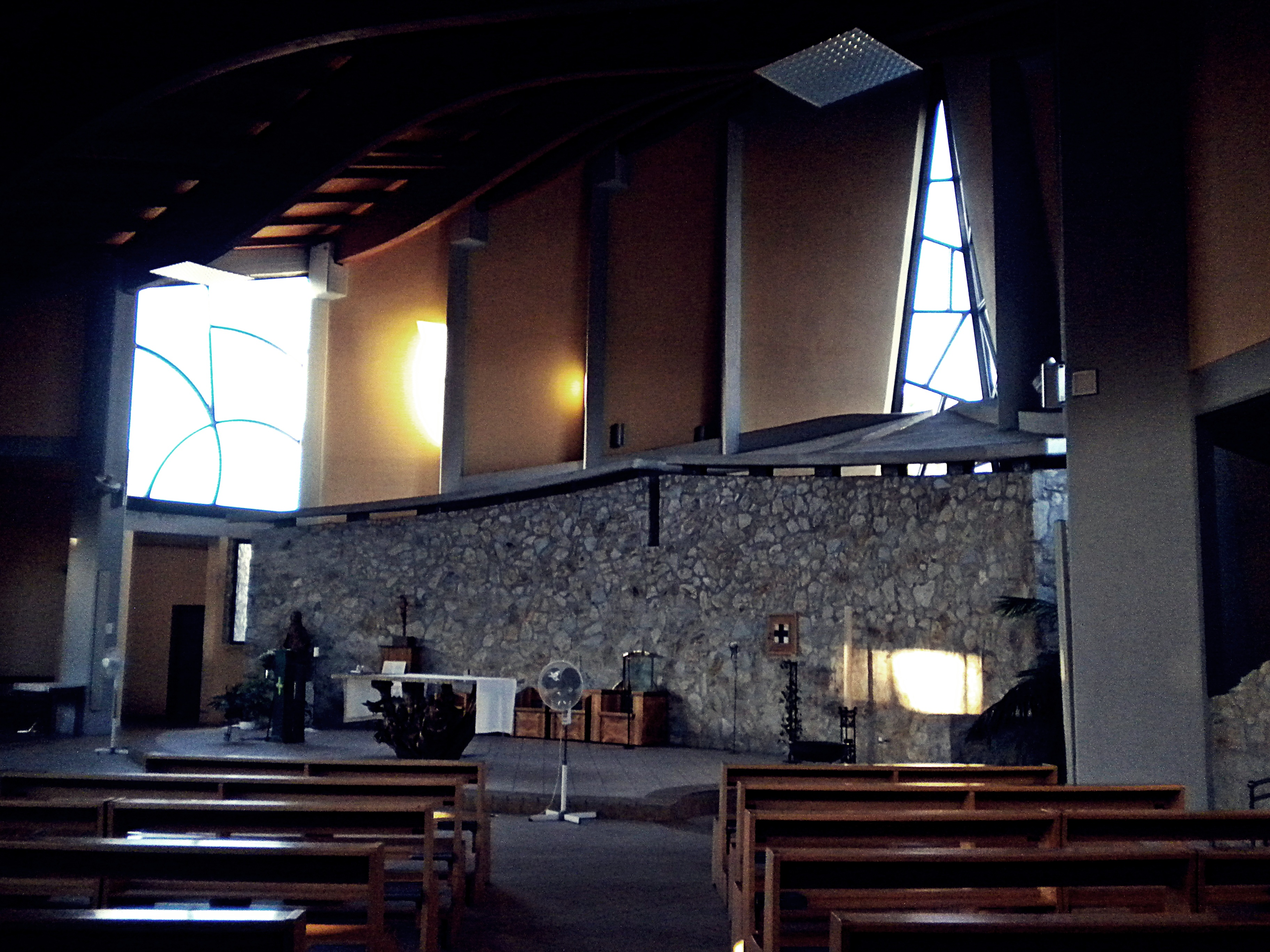
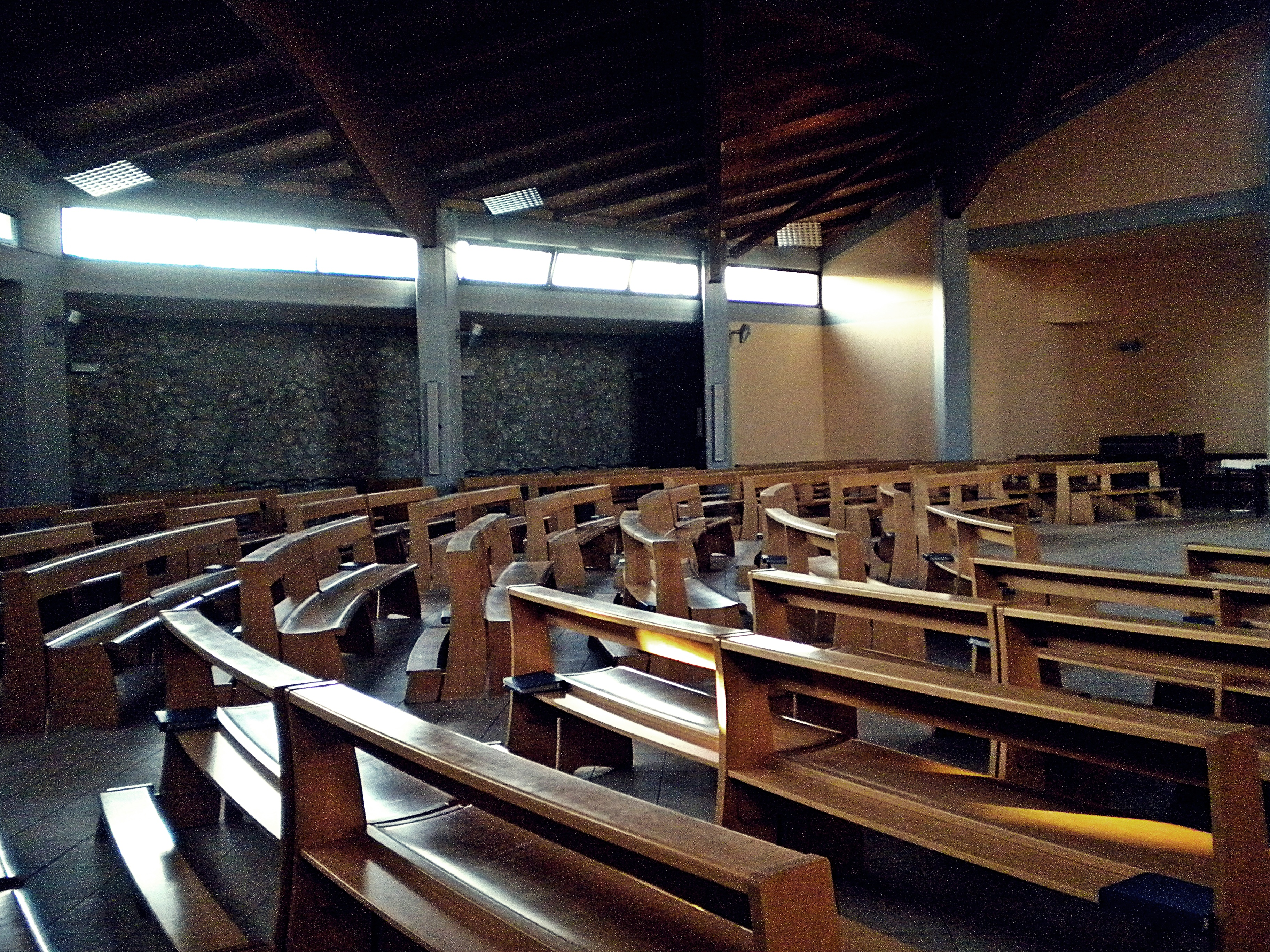
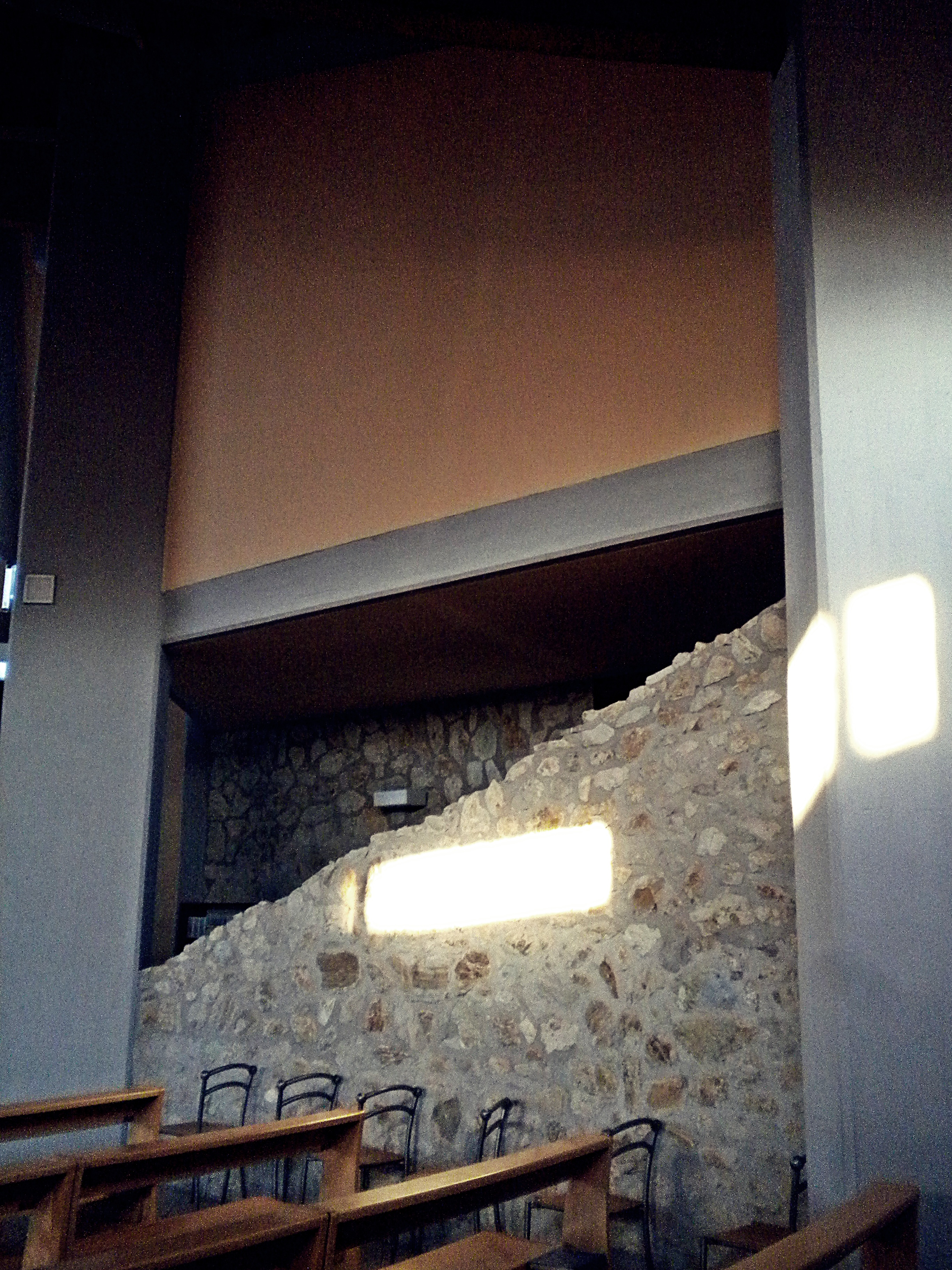